# Sipa i bob (2019.)
Sipa i bob, hrvatski kratki film hrvatskog autora Jere Grlića i njegove supruge Lane, kojoj pripadaju zasluge za ilustracije u filmu. Tema je gastronomska.

## Sadržaj
Film je o jelu sipa i bob. Zahvaljujući Fešti od boba, ovo jelo dalmatinske pučke kuhinje proširilo se na jelovnike uglednih restorana.
U filmu su prikazani slikoviti prizori s pučke Fešte o' boba  u Kaštel Kambelovcu. Prikazano je sve što bi gledatelja moglo interesirati hrvatskom tradicijskom jelu sipi i bobu, dugo godina prepoznatljivog kao sirotinjske spize. Osobito je nezamjenivi dio u kaštelanskoj kulturi, tradiciji i identitetu. Film je snimljen u sklopu projekta ArTVision+, financiranog iz programa Interreg Italija - Hrvatska.

## Nagrade i priznanja
Pobijedio je na programu projekta ArTVision+ u konkurenciji deset filmova. Pobjednik je išao na Mostru.
U posebnom programu 76. venecijanske Mostre, dobio je nagradu za najbolji kratki film u kategoriji očuvanja lokalne baštine i identiteta.

## Vanjske poveznice
- ArTVision+ na Facebooku